# Oosterveen (Nieuwleusen)
Havezate Oosterveen was een havezate aan het Oosterveen in Nieuwleusen, gemeente Dalfsen. In opdracht van edelman Sweder van Haersolte (1582-1643) werd in 1640 een havezate gebouwd aan het Oosterveen. In 1646 was het bouwwerk gereed.
De bewoners Rutger van Haersolte en Margaretha van Pallandt hadden geen kinderen, waarop het huis in 1663 overging naar hun neef Elbert Anthony van Pallandt en hun nicht Johanna van Haersolte. August Leopold van Pallandt erfde Oosterveen en liet in 1759 het recht van havezate Oosterveen verplaatsen naar erve Hoyers of Nijenhuis in Junne in het schoutambt Ommen.
Het huis Oosterveen raakte in verval en werd in 1862 afgebroken. Een maquette is te bezichtigen in het historisch museum van het Nieuwleusen.